# Svektrauma
Svektrauma är ett psykologiskt trauma som uppstått till följd av att en person utsatts för ett svek av någon närstående som den drabbade är beroende av för stöd eller överlevnad. Begreppet användes först av Jennifer Freyd 1994; svektrauma (engelska: Betrayal Trauma) uppstår när personer eller inrättningar som en människa är beroende av för beskydd, resurser eller överlevnad sviker den drabbades tillit eller skadar den drabbades hälsa och välfärd. Svektraumateorin fokuserar på hur allvarligt svek kan utgöra grunden för att en person utvecklar försvarsmekanismer som tillåter den drabbade att behålla en relation med förövaren som man är beroende av.  Teorin om svektrauma ger vid handen att ett barn som är beroende av sin vårdnadshavare kommer att ha en större behov av att särskilja traumatiska upplevelser från sitt medvetande. Enligt Freyd kan svektrauma ge likartade, lika allvarliga och komplexa symtom som PTSD.

## Bakgrund
Svektrauma-teorin uppstod för att kunna integrera evolutionära processer, psykologiska reaktioner, sociala beteendemönster och utvecklingsbehov med omfattningen av den skada som de fundamentala mänskliga relationerna och deras etiska grund kan utsättas för genom övervåld. En grundläggande del av de dissacotiativa följderna av svektrauma utgick från premissen att alla människor har en medfödd mental mekaniskm som upptäcker när sociala kontrakt bryts, så kallade svekupptäckare.  Svektraumateorin säger att i samband med svek som utgör övergrepp och där det inte är möjligt att omedelbart undkomma sveket, har människor en tendens att underrtycka svekupptäckar-förmågan för att uppnå det högre målet överlevnad. På så sätt förklarar svektraumateorin förekomsten av dissociativ amnesi som psykisk reaktion för att vidmakthålla essentiella relationer och förklarar mekanismer bakom behov att stänga av, eller fjärma sig från, smärtsamma upplevelser.

## Olika former av svektrauma

### Övergrepp på barn
Sexuella övergrepp mot barn kan röra sig om övergrepp utförda av en eller flera personer, exempelvis vårdnadshavare, nära släktingar eller personer som ska ha omsorg om barnet. Medan fysiska och psykiska övergrepp under barndomen kan vara en del av ett utvecklat svektrauma, visar forskning att sexuella övergrepp mot barn ofta orsakar ännu allvarligare och mer omfattande skador och störningar genom sitt brott mot fundamentala mänskliga behov och medfödd etik.  Det är värt att lägga märke till att omfattningen av övergrepp någon utsätts för under barndomen kan påverka hur man som vuxen hanterar och uppfattar svek och trauma. Svektraumateorin visar på att sexuella övergrepp mot barn kan kopplas till en stark tendens att som vuxen utveckla försvarsmekanismer för att kunna behålla en relation till någon som utsätter en för svek och övergrepp.  Att ha utsatts för övergrepp i barndomen ökar enligt denna teori risken för att en person undertrycker varningar om svek och övergrepp i relationer som vuxen och stannar i en relation som är osund.

### Relationssvek
Svektrauma kan uppstå när tilliten i en nära och essentiell relation utsätts för en allvarlig och chockartad skada. Ju viktigare relationen är för den drabbades välfärd, stabilitet och överlevnad desto större konsekevenser kan sveket få. Exempel på svek som kan leda till trauma är otrohet, omfattande och långvariga lögner, ekonomiska bedrägerier och en närståendes missbruk.
När svektrauma i romantiska relationer utvärderats har tidigare studier fokuserat på de omfattande reaktionera på otrohet i monogama relationer. I detta sammanhang utgörs sveket avbrottet mot ett uttalat eller underförstått avtal. Senare studier som undersökt svektrauma i kärleksrelationer har även inkluderat våld i nära relationer. De psykologiska reaktionerna på svek visar sig bidra till att den drabbade genom försvarsmekanismer kopplade till traumat möjliggör för sig själv att stanna hos förövaren, och till exempel dölja eller förminska övergreppen. Svektraumateorin visar på hur offret ofta drabbas av skuldkänslor, ångest och skam. Anknytningsskada har också påvisats som en del av svektraumat när det gäller kärleksrelationer, i anknytning till att bli övergiven eller få sin tillit krossad vid tillfällen då den drabbade varit i behov av stöd.
I relation till våld i nära relationer, beskrivs sårbarhet, rädsla, skam, förstört självförtroende och låg självkänsla som olika utslag av svektrauma, som i sin tur kan förhindra möjligheten att bygga nya kärleksrelationer.

### Institutionellt svek
Institutionellt svek används som begrepp för att beskriva upplevelsen när en institution som utgjort en grundläggande trygghet i en persons liv sviker denna känsla av trygghet. Det kan exempelvis handla om myndigheter, polis eller sociala institutioner som skapat en relation för att bryta negativa mönster eller social samhörighet som varit skadlig för en person, men som inte i slutänden levererar den trygghet eller positiva förändring som upplevts utlovad. En person som utsatts för ett allvarligt brott utan att förövaren återfinns eller straffas kan uppleva ett omfattande svektrauma och drabbas av långtgående reaktioner gentemot ett samhälle där tryggheten kan ifrågasättas.

### Religion och sekter
Ett destruktivt religiöst samfund eller en sekt kan definieras som en grupp som med andlig basis kontrollerar en persons världsuppfattning och handlingsutrymme genom olika former av hjärntvätt. En sådan organisations medlemmar måste kvalificera sig för att få tillhöra gruppen, t.ex. genom att genomgå ritualer, avlägga eder, leva som gruppens medlemmar och/eller samtycka till gruppens lära.  En sekt ställer också krav på att medlemmarna ska behandla icke-medlemmar som utomstående, dölja hemliga skrifter, koder och riter och i detta även behandla familjen som utomstående. Att lämna en sådan sekt kan leda till omfattande svektrauma då insikter om auktoritära ledargestalters bedrägerier, lögner och den tidigare gemenskapens totala avståndstagande från den tidigare medlemmen utsätter fundamentala relationer och grundläggande trygghetsbehov för skada. En bidragande faktor som gör svektraumat komplext när en person lämnar en sekt är insikten, och de därmed sammanhängande skuldkänslorna, om hur relationer till familj och närstående skadats av medlemskapet i sekten. Svektrauma kan drabba familjemedlemmar som utestängs från en närståendes liv när denne blir medlem i en sekt. Detsamma kan drabba makar till medlemmar i hemliga ordnar med rituella och religiösa inslag såsom Frimurarna och Odd Fellows, som avger löften att för all framtid dölja handlingar och eder för sina livspartners, och utesluta dem från sin nya, hemliga livssyn och relationer. 

## Hur svektrauma yttrar sig
Ett trauma uppstår när en skada orsakas av en chockartad upplevelse av djupgående karaktär. Vid svektrauma kan detta uppstå vid upptäckt av sexuell eller emotionell otrohet, bedrägeri och lögner i relationen, missbruk eller annat agerande som gör övervåld på det outtalade avtal som utgör basen för tillit i en relation. Studier visar att svektrauma i många delar uppvisar samma grunder för diagnos som PTSD, med den skillnaden att förödmjukelse och skam är känslor som är än mer framträdande hos personer med svektrauma.
Liksom vid övriga trauman inleds ett svektrauma med en chockfas, följd av förnekelse, ilska och depression samt bearbetning och integration av upplevelsen som tillåter läkande. Dessa steg infaller inte linjärt utan kan upplevas upprepat och i omkastad ordning. Hur djupt traumat blir avgörs av till exempel svekets och chockfasens längd och omfattning, personens tidigare erfarenheter av traumatiska upplevelser, och graden av beroende och tillit den drabbade upplever gentemot förövaren.
Vanliga symtom på svektrauma är ångestattacker, flashbacks då upptäckten av sveket återupplevs, mardrömmar, sömn-, koncentrations-  och ätsvårigheter, kontrollbehov, ökad eller förlorad sexlust, en besatthet av att älta svekets detaljer, utpräglad förlust av självkänsla och stark känsla av kränkning, förödmjukelse och skam.

## Huvuddrag

### Anknytningsteori
Anknytningsteorin avser primärt det lilla barnets sökande efter, och utvecklande av, en närhets- och skyddsrelation till sina föräldrar/vårdare. Den ursprungliga engelska benämningen är "attachment".
Enligt John Bowlby uppstår tidigt anknytningsmönster som under uppväxten etableras som inre arbetsmodeller och som individen sedan bär med sig genom livet.
Barn knyter an till sina föräldrar, men föräldrar knyter inte an till sina barn. Anknytningens funktion är att skydda barnet mot faror som riskerar att hota dess överlevnad. Det är denna avgörande definition som skiljer ut det från relationsskapande i allmänhet. Snarare avses hur barn och vuxna utvecklar och bevarar sin förmåga att använda utvalda personer för sin trygghet och sitt beskydd. Till vissa delar inverkar detta system på hur relationer skapas och vidmakthålls men bör inte likställas med sällskaplighet. Anknytning tycks dessutom vara mycket föränderligt över tid och bara var en av många delar i den komplexa utvecklingen
Enligt teorin är det i människans evolutionära ursprung som förklaringarna till anknytningens uppkomst finns. Anknytningsbeteendet hos det lilla barnet har som ändamål att sätta igång förälderns omvårdande funktioner. Det lilla barnet ger signaler, från början huvudsakligen genom att skrika, senare klänga, komma krypande, titta ängsligt etcetera. Föräldern reagerar och svarar på dessa signaler, i det optimala fallet, och tar hand om barnet på det sätt som barnet behöver.
Det anknytningsmönster som det lilla barnet efterhand utvecklar kom att kategoriseras av John Bowlbys kollega Mary Ainsworth i trygg respektive otrygg anknytning. Den trygga anknytningen kännetecknas av närhetssökande till anknytningspersonen, användandet av anknytningspersonen som "säker hamn" vid stress och som "trygg bas" vid utforskning. Den otrygga uppvisar tre skilda mönster, som benämns otrygg-undvikande, otrygg-ambivalent och otrygg-desorganiserad. Mary Ainsworth skapade också den så kallade främmande-situationen. Det var genom denna som anknytningens kvalitet kunde bedömas.
Det anknytningsmönster som förvärvats i de tidiga åren sätter sin prägel på personligheten under resten av livet, framför allt i de delar som berör nära och intima relationer i vuxenlivet och speciellt i förmågan att kunna ge och ta beskydd, ett utmärkande inslag i en fungerande kärleksrelation.
Begreppet kom att i vissa avseenden innebära avgörande skillnader i förhållande till de mer etablerade utvecklingsteorierna, framför allt psykoanalytisk och kognitiv teori, under sin framväxt från mitten av 1900-talet och framåt. 
Otrygg anknytning kan bearbetas och en förvärvad trygg anknytning kan skapas i vuxen ålder.
Kopplat till svektrauma lade Main and Hesse 1990 fram teorin att svektrauma och tidiga störningar i anknytning kan leda till förändrade reaktioner vid svek och trauman i vuxen ålder.

### Dissociation
Med dissociation avses i första hand förändrade upplevelser av sin identitet eller av omgivningen, så kallad depersonalisation, derealisation eller förändrad minnesfunktion till exempel genom bortträngning, fragmentering av minnesbilder, eller genom att minnet prioriterar sensoriska intryck före händelser. Dissociation har ofta en somatisk komponent och med dissociation följer ofta hypestesi, mutism, automatism och andra bortfall av kroppsmedvetande. Andra vanliga dissociativa upplevelser innefattar trans, upplevelser av att känna sig besatt, identitetsförvirring och identitetsbyte.
Det finns en överlappning mellan dissociativa störningar och somatoforma störningar, samt med den numera förlegade diagnosen hysteri. Allvarlig dissociation förekommer vid schizotyp störning, och är då förknippad med benägenheten att fantisera. Dissociation är ett utbrett fenomen, och inte i sig ett tecken på en särskild diagnos. Dissociativa erfarenheter kan dock vara ett tecken på att personen är sårbar för att utveckla psykoser.
Dissociation kan uppträda i olika svårighetsgrader. Dagdrömmar och uppmärksamhetsproblem kan ses som ett slags mental flykt och är i så fall ett slags dissociation. Även déjà vu kan betraktas som en dissociation. Dessa exempel på former av dissociation är tämligen utbredda och är inte patologiska. Vid svår stress eller traumatiska upplevelser kan allvarligare dissociationer uppträda, där den allvarligare formen är en strukturell dissociation som yttrar sig i en uppdelning av personligheten, vilket ofta kan leda till amnesi inför traumat.
Graden av permanent dissociation kan bedömas med standardiserade test, såsom The Dissociative Experiences Scale som avgör graden av multipel personlighetsstörning.
Dissociation, såsom en passiv livshanteringsstrategi, hänger samman med förhöjda nivåer prolaktin och sänkta nivåer kortisol.
Klyvning där också ofta det engelska ordet splitting används är en psykisk försvarsmekanism som ligger nära dissociation och det diskuteras om det handlar om samma typ av psykiskt försvar..
Svektrauma inkluderar ofta former av dissociation. Studier visar att dissociation är ett sätt att hantera svektrauma genom att avskilja den traumatiska upplevelsen från de medvetna upplevelserna och minnet. Inom svektraumateorin anges dissociation som en anpassningsprocess som har till mål att försvara och beskydda den drabbade från psykisk och emotionell smärta.

### Förlust av världsuppfattning
Världsuppfattning som begrepp definieras som en kärna av trossystem och uppfattningar om världens beskaffenhet, vanligtvis som i grunden logisk och rättvis. Janoff-Bulman (1992) identifierade tre antaganden gällande världsuppfattning som kan krossas av svektrauma, världen såsom välvillig, meningsfull och rättvis. I samband med svektrauma förlorar den drabbade ofta de relationer och den grundtrygghet som en positiv världsuppfattning är beroende av.

## Förekomst inompsykopatologin
Inom psykopatologin återfinns flera störningar och tillstånd som kopplas till svektrauman, såsom posttraumatiskt stressyndrom, personlighetsstörningar, trauma och stress-relaterade tillstånd , självskadebeteenden och ätstörningar, schizofrena spektrum och andra tillstånd av psykisk ohälsa liksom beroenden och olika former av missbruk. Svektrauma bör ingå som faktor för analys när dessa symtom ska diagnosticeras och behandlas.

### Posttraumatiskt stressyndrom
Svektrauma kan framkalla symtom som i omfattning och allvarsgrad liknar posttraumatiskt stressyndrom. Om sveket varit långvarigt och hotat en essentiell relation är svektrauma en sannolik grund för PTSD:liknande reaktioner. Svektrauma kan ge komplexa och långvariga trauman som tvingar den drabbade att omvärdera sin grunduppfattningar för överlevnad i lika hög utsträckning som t.ex. krigsupplevelser eller en allvarlig olycka eller katastrof.

### Missbruk
Det finns studier som visar på att relationstrauman såsom svektrauma kan kopplas till missbruk och självmedicinering.  Forskningen visar att offer för övergrepp i barndomen eller våld i nära relationer lider ökad risk för missbruk och självmedicinering, och att detta även omfattar offer för svektrauma. 

## Behandling

### Svekutvärdering
The Betrayal Trauma Inventory eller svekutvärdering skapades för att diagnosticera svektrauma hos patienter. Utvärderingen ställer samman fysiska, känslomässiga och sexuella övergrepp i barndomen samt trauman som uppstått under personens vuxna liv. Frågorna kan omfatta allt från mobbning och fysiska övergrepp till händelser då personen känt sig övergiven eller bedragen. 
The Institutional Betrayal Questionnaire, ett frågeformulär skapat av Smith och Freyd (2011), är en enkät som omfattar tio frågor och som är ämnad att identifiera olika faktorer kopplade till svekrelterade trauman.

### Terapi och behandling
Olika former av terapi används för att behandla svektrauma, utifrån likartade bedömningar som vid PTSD. Kognitiv beteendeterapi kan underlätta för att bygga upp skadat förtroende för medmänniskor och för att komma till rätta med panikångest, sömnsvårigheter och andra symtom som är vanliga vid svektrauma. En behandlingsform som visat sig framgångsrik vid behandling av svektrauma är EMDR, Eye Movement Desensitization and Reprocessing, som även används vid PTSD.